# Limonium hipponense
Espèce
Limonium hipponense est une espèce de plantes à fleurs de la famille des Plumbaginaceae endémique de la Tunisie.